# Johannes Zukertort
Johannes Zukertort (7 de septiembre de 1842-20 de junio de 1888) fue un ajedrecista polaco. Era uno de los jugadores más fuertes de su tiempo y disputó con Wilhelm Steinitz el primer encuentro oficial por el Campeonato del mundo de ajedrez, siendo derrotado por diez victorias a cinco.

## Orígenes
Los orígenes de Zukertort son inciertos y no han podido ser documentados. Lo que se sabe de su vida anterior a ser ajedrecista procede de sus propias afirmaciones, por lo que, en tiempos en que era difícil la comprobación de determinados extremos, muchos datos podrían haber sido inventados o exagerados. 
Zukertort sostenía haber nacido en Lublin (actual Polonia) de padre prusiano y madre de la nobleza polaca. Aunque nunca fue reconocido por él, es muy probable por su apellido que fuera judío. También decía haber cursado estudios de química en Heidelberg y fisiología en Berlín, y poseer un doctorado en medicina en la Universidad de Breslau. Otras muchas habilidades tenía y profesiones había practicado según decía; por ejemplo, ser crítico musical, editor de periódico, combatiente en tres guerras en el ejército prusiano, hablar nueve idiomas, y ser un excelente esgrimista y experto en el uso de armas de fuego. Afirmaba también poseer una memoria fabulosa, y recordar todas las partidas que había disputado. Por supuesto no existe alguna referencia de lo que él mismo afirmaba, por lo que es posible que muchos datos sean inventados.

## Carrera ajedrecística
Si bien no conocemos la veracidad de sus orígenes, la historia nos ha legado su obra ajedrecística, y por ella puede deducirse fácilmente que fue uno de los mejores jugadores de todos los tiempos.
Fue discípulo del genial Adolf Anderssen. En 1871 disputó un match contra su maestro, venciéndole por cinco victorias contra dos derrotas. Fue su salto a la fama en el ajedrez, ya que a consecuencia de esta victoria fue invitado al Torneo de Londres de 1872, en el que ocupó el tercer puesto detrás de Steinitz y Blackburne.
|       |       |       |       |       |       |       |       |       |  |
|       | a8    | b8    | c8 rd | d8    | e8    | f8    | g8    | h8 kd |  |
| a7 pd | b7 bd | c7    | d7    | e7 qd | f7    | g7    | h7 pl |       |  |
| a6    | b6 pd | c6    | d6    | e6    | f6    | g6    | h6    |       |  |
| a5    | b5    | c5    | d5 pl | e5 pd | f5    | g5    | h5    |       |  |
| a4    | b4    | c4    | d4    | e4 pd | f4    | g4    | h4    |       |  |
| a3    | b3 pl | c3    | d3    | e3 rl | f3    | g3    | h3    |       |  |
| a2 pl | b2 bl | c2 rd | d2 ql | e2    | f2    | g2 pl | h2 pl |       |  |
| a1    | b1    | c1    | d1    | e1    | f1 rl | g1 kl | h1    |       |  |
|       |       |       |       |       |       |       |       |       |  |

En 1878 se nacionaliza inglés.
Quedó en segunda posición en el Torneo de Londres de 1876, primero en el de Colonia y el de Leipzig de 1877. En 1878 compartió el primer puesto con Winawer en el Torneo de París. En esta época comenzó a tener una gran competencia y franca enemistad con Steinitz.
En 1880 derrotó en Londres en un match a Samuel Rosenthal por +7-1=11 y en 1881 obtuvo el segundo puesto, tras Blackburne, en Berlín. En el mismo año celebró en Londres un match con Blackurne y le derrotó por +7-2=5.
En 1882 tuvo una trayectoria anodina, pero en 1883 logra el mayor triunfo de su carrera al triunfar en el Torneo de Londres, con tres puntos de ventaja sobre Steinitz y cinco y medio sobre Blackburne.
Después de esta victoria, su salud comienza a ir mal. Los médicos le aconsejan que se retire del ajedrez, pero él quería obtener el título de campeón mundial. De enero a marzo de 1886 se celebró en Estados Unidos el match por el título mundial entre los dos acérrimos enemigos. Steinitz derrotó a Zukertort por +5-10=5.
De vuelta a Inglaterra, entre la decepción por la derrota y su mala salud, su carrera empezó a declinar, y aunque intervino en varios torneos, lo hizo con resultados mediocres.
Falleció a causa de una hemorragia cerebral a la temprana edad de 46 años.

## Estilo de juego
Zukertort formaba parte del movimiento romántico ajedrecista, cuyo mayor exponente fue su maestro Anderssen.
Su estilo de juego era sobre todo brillante. Dotado de una energía singular y una capacidad para el ataque sorprendente, sus partidas aún despiertan la admiración de los aficionados.
La apertura Zukertort, llamada así en su honor por ser el primero en practicarla, es una apertura vigente y jugable, aunque no se dé mucho en competiciones importantes.
Zukertort fue también un extraordinario jugador en la modalidad de partidas a la ciega.  